# Mutarara (distrito)
Mutarara é um distrito da província de Tete, em Moçambique, com sede na vila de Nhamayabué, tendo perdido o posto administrativo de Dôa com a sua elevação a distrito em 2013.
O distrito tem limite, a noroeste com o norte com o distrito de Dôa, a oeste com o distrito de Tambara da província de Manica e o distrito de Chemba da província de Sofala, a sul com o distrito de Caia também da província de Sofala, e a leste com os distritos de Mopeia e Morrumbala da província da Zambézia e com o Malawi.
De acordo com o Censo de 1997, o distrito tinha 130 743 habitantes e uma área de 6295 km², daqui resultando uma densidade populacional de 20,8 habitantes por km².

## Divisão administrativa
O distrito está dividido em três postos administrativos (Chare, Inhangoma e Nhamayabué), compostos pelas seguintes localidades:
- Posto Administrativo de Chare:
  - Chare
  - Vila Nova de Fronteira
- Posto Administrativo de Inhangoma:
  - Canhungue
  - Inhangoma
  - Jardim (Canamua)
- Posto Administrativo de Nhamayabué:
  - Nhamayabué
  - Sinjal